# Desaguadero
Pour les articles homonymes, voir Desaguadero (homonymie).
Desaguadero est une petite ville du département de La Paz, en Bolivie. Elle est située sur la rive sud du lac Titicaca, à 94 km à l'ouest de La Paz. Cette ville compte 1 789 habitants en 2005.

## Géographie
La localité de Desaguadero a été bâtie sur les deux rives du Río Desagadero. La frontière entre le Pérou et la Bolivie suit le Río Desaguadero, si bien que la ville est partagée entre les deux pays. Un pont international relie la partie bolivienne et la partie péruvienne de la ville, avec un poste frontière de chaque côté.
En raison de sa situation, Desaguadero est un centre actif d'échanges commerciaux, mais aussi de contrebande.